# 徐朋人
徐朋人（1903年—1932年），湖北省黄安县（今红安县）人。中国共产党早期人物。

## 生平
1926年，徐朋人参加革命，在黄安紫云一带积极从事农民运动，组织起农民协会和农民自卫军。同年秋，加入中国共产党。国共合作时期，任黄安紫云区初级小学校长、支部书记，紫云区农民协会秘书。
按照湖北省委举行黄麻起义的决定，徐朋人配合鄂东特委和中共黄安县委进行起义准备工作。1927年11月黄麻起义开始后，他亲率起义骨干之一的紫云区农民义勇队，投入围攻黄安城的战斗。县城攻克后，建立了革命政权和中国工农革命军鄂东军。不久起义受挫，12月初突围后，他率余部到黄安木兰山区开展游击斗争。与吴光浩等一起，到处宣传发动群众，攻打民团，采用灵活战术周旋拼杀。1928年6月，徐朋人与吴光浩、戴克敏等率领工农革命军进驻光山县柴山堡地区，共同领导开辟鄂东北革命根据地，成为创建大别山武装割据，建立革命根据地的萌芽，也是鄂豫边革命斗争的重要转折点。此间曾任鄂东特委党委兼宣传部长。1929年，鄂东特委改组为鄂东北特委，徐朋人被任命为特委书记。同年5月，商城农民起义成功，形成以黄安为中心的鄂豫边革命根据地，徐朋人任鄂豫边特委书记，担负起领导鄂豫边革命斗争的重任。
1930年4月，鄂东北、豫东南和皖西三块根据地联成一片，成为鄂豫皖革命根据地后，徐朋人任鄂豫皖特委常委兼组织部长。1930年出席了全国苏维埃准备会议，被选为苏维会成员。1931年，参加中共六届四中全会，因反对王明左倾冒险主义错误，被诬为右派，遭到打击。返回鄂豫皖根据地后，任鄂豫皖省工农政府税务局长。后与张国焘的左倾错误进行坚决斗争被开除出党，调任光山县税务局长。1932年4月，因肃反扩大化，在河南光山泼陂河被诬陷杀害，时年29岁。